# Euphyia albisecta
Euphyia albisecta är en fjärilsart som beskrevs av Paul Dognin 1913. Euphyia albisecta ingår i släktet Euphyia och familjen mätare. Inga underarter finns listade i Catalogue of Life.